# Johan Galtungs Konflikttheorie
Johan Galtungs Konflikttheorie ist ein wesentlicher Bestandteil seines Ansatzes der kritischen Friedensforschung. Im Mittelpunkt steht der Konflikt als soziales Phänomen, sodass Galtungs Theorie nicht nur für die Friedens- und Konfliktforschung, sondern auch für die Konfliktsoziologie von Bedeutung ist.
Normativer Fixpunkt von Galtungs Theorie ist die Suche nach den Bedingungen konstruktiver und gewaltfreier Konflikttransformation.

## Konfliktbegriff
Ausgangspunkt von Galtungs Konflikttheorie ist sein Konfliktbegriff, der als Grundlage für die Identifizierung von verschiedenen Konflikttypen und -ebenen sowie Möglichkeiten ihrer gewaltfreien Transformation dient.
Unter Konflikt versteht Galtung jede „Inkompatibilität zwischen Zielsetzungen oder Wertvorstellungen von Akteuren in einem Gesellschaftssystem.“ Galtung geht davon aus, dass sich Menschen in ihren Interessen, Zielen und Werten voneinander unterscheiden und sich diese zudem über Zeit verändern. Aufgrund dieser anthropologischen Gegebenheiten sind widersprüchliche Zielvorstellungen unvermeidbar. Religiöse und politische Visionen der vollkommenen Konfliktlosigkeit (sei es im Paradies oder im Kommunismus) entlarvt Galtung mit dieser Argumentation als Utopien. Kritisch bewertet er, dass sich ihre teleologische Perspektive in den meisten Kulturen in einer negativen Konnotation des Konflikts niedergeschlagen hat.
Galtung plädiert für eine wertfreie Akzeptanz des Konflikts als ubiquitäres Phänomen, das als Ursache, Begleiterscheinung und Folge sozialen Wandels Merkmal jeder gesellschaftlichen Ordnung ist und sowohl destruktiv als auch konstruktiv wirken kann. In dieser Unterscheidung zwischen dem Konflikt selbst und seinen Austragungsformen sowie möglichen Folgen liegt der Kerngedanke der Galtung‘schen Konfliktdefinition.

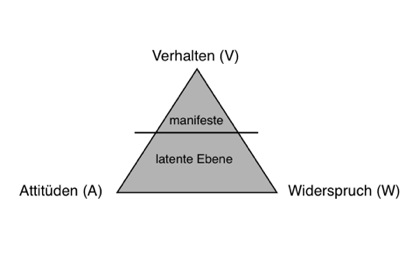
Konfliktdreieck nach Johan Galtung

Die analytische Übersetzung dieser Idee führt zu einer Aufspaltung des Konfliktbegriffs in drei Komponenten, die wechselseitig in Beziehung zueinander stehen: zugrunde liegender Konflikt bzw. Widerspruch (W), Konfliktattitüden (A) und Konfliktverhalten (V) Galtung spricht bereits dann von einem Konflikt, wenn ein Element des Konfliktdreiecks vorliegt (z. B.: konfligierende Attitüden A, bei W=0 und V=0). Unter Attitüden versteht Galtung kulturell verankerte oder konfliktinduzierte Einstellungen und Annahmen, die das Konfliktverhalten beeinflussen (z. B. rassistische Denkmuster, Aggression). Graphisch kann die Definition als Konfliktdreieck dargestellt werden. Es bildet zugleich die latente und manifeste Ebene eines Konflikts ab.

## Konfliktakteure und -räume
Galtung unterscheidet zunächst (1975) drei Konfliktebenen und -akteure, nämlich Person, Gruppe und Nation. Diese Trias erweitert er später (2007) zu sechs Konflikträumen: Natur, Person, Gesellschaft, Welt, Kultur und Zeit. Im Konfliktraum Zeit lassen sich neben synchronen auch diachrone Konflikte analytisch erfassen (z. B. Umweltzerstörung als diachroner Konflikt zwischen der heutigen und zukünftigen Generation). Als Akteure bzw. Parteien kommen nunmehr alle lebenden Systeme in Betracht, die Glück bzw. Leid empfinden können und damit zielsuchend sind – also auch Tiere und Pflanzen.
Konflikte variieren je nach ihrem Typ und der Ebene ihres Auftretens. Hypothesen lassen sich laut Galtung dennoch transferieren, da „ein hoher Grad an Isomorphie zwischen verschiedenen Typen von Konfliktprozessen besteht.“ Dieses Prinzip der Strukturähnlichkeit zieht sich als roter Faden durch Galtungs Werk.

## Konflikttypen
Ausgehend von der allgemein gehaltenen Begriffsdefinition typologisiert Galtung Konflikte zunächst formal entlang der Anzahl involvierter Akteure und Ziele, wobei die Typen Dilemma und Disput in frühen Arbeiten eine hervorgehobene Rolle spielen. Quer dazu liegt die Differenzierung in manifeste vs. latente Konflikte und symmetrische vs. asymmetrische Konflikte.
Dilemma und Disput stellen die elementaren Konfliktformationen oder auch Konfliktatome dar. Ersteres bezeichnet den Konflikt eines Akteurs, der zwei miteinander unvereinbare Ziele verfolgt. Dagegen setzt der Disput zwei Akteure voraus, die das gleiche Ziel bzw. knappe Gut anstreben. Funktionalistisch ausgedrückt handelt es sich um die Gegenüberstellung von Intra- und Inter-System-Konflikten.
Sind mehr als zwei Akteure bzw. Ziele involviert, spricht Galtung von einem komplexen Konflikt. In der Realität treten fast ausschließlich komplexe Konflikte auf, sodass Dilemma und Disput in späteren Arbeiten auch auf theoretischer Ebene nurmehr als Sonderfälle eines komplexen Konfliktschemas auftauchen. Dieses basiert auf der mathematischen Darstellungsform bzw. Mapping von Konflikten (C) anhand der Formel C=M+N-2, wobei M für die Anzahl an involvierten Akteuren und N für die Anzahl an relevanten Zielen steht. Es ergibt sich zusammengefasst folgende Konflikttypologie:

C=1: Simple actor conflicts, conflict atoms, manifest as dilemmas (1,2) and disputes (2,1)

C>1: Complex actor conflicts, conflict molecules, including manifest polylemmas and polysputes 
C<1: which includes

C=-2: structural conflict, fully latent, unarticulated

C=-1: semi-structural conflict, semi-latent

C=0: frustration or mixed structural-actor conflict
Für Peter Imbusch zielt Galtungs Konflikttheorie auf die „abstrakt-analytische (theoretische) Erfassung eines noch naher zu bezeichnenden Phänomens“ Folglich klassifiziert Imbusch diese als analytische (in Abgrenzung zur synthetischen) Konflikttheorie, da sie nicht primär auf die Erklärung von Konfliktursachen und -verlauf, sondern auf die Entwicklung von Analyseinstrumenten und Regelungsmechanismen ziele und den Konflikt als sozialen Tatbestand voraussetze. In dieser Lesart knüpft Galtung vor allem an die von Georg Simmel begründete formale Konfliktsoziologie, sowie die darauf aufbauende Theorie des sozialen Konflikts von Lewis A. Coser an. Diese Einordnung ist jedoch nicht unumstritten, da sie Galtungs kritischer Analyse von Konfliktursachen und Konfliktdynamiken, insbesondere im Kontext struktureller Gewaltverhältnisse, nur eine untergeordnete Bedeutung zumisst.

## Konflikttransformation
Die Figur des Konfliktdreiecks dient nicht nur zur Illustration der Begriffsdefinition, sondern auch als Analyseinstrument für die gewalthaltige Eskalation von Konflikten. Galtung zeigt auf, dass sich ein Konflikt von jedem der drei Eckpunkte aus als Gewaltspirale reproduzieren kann. So kann ein wahrgenommener Widerspruch Frustration hervorrufen, die wiederum eine aggressive Einstellung und schließlich aggressives Verhalten bedingt (Frustrations-Aggressions-Zirkel). Genauso können negative Verhaltensdispositionen oder Einstellungen Auslöser des Eskalationsprozesses sein, wenn diese mit einem Widerspruch verknüpft werden.
Entsprechend gibt es auch drei Ansatzpunkte für die Bewältigung eines Konflikts: Strategien der Verhaltenskontrolle fokussieren auf das gewalthaltige Handeln und die Attitüden der involvierten Akteure bzw. Parteien, während die Konfliktlösung den zugrunde liegenden Widerspruch in den Mittelpunkt stellt. Galtung plädiert grundsätzlich für einen holistischen Ansatz, der an allen drei Eckpunkten parallel ansetzt.
Je nach Konflikttyp sind jedoch unterschiedliche Strategien notwendig, die entweder auf assoziativen oder dissoziativen Techniken basieren. Letztere setzen auf Konfliktregulierung durch räumliche und soziale Trennung der Parteien, während assoziative Ansätze Interdependenzen und kooperative Beziehungen aufzubauen bzw. zu fördern versuchen.
Im Falle eines symmetrischen Konflikts sollten laut Galtung kooperativ-assoziative Maßnahmen im Vordergrund stehen, um die Polarisierung zwischen den antagonistischen Parteien zu überwinden. Als idealtypisches Beispiel führt Galtung den Ost-West-Konflikt an. Dagegen tragen in einem asymmetrischen Konflikt zwischen „topdogs“ und „underdogs“ assoziative Strategien eher zur Perpetuierung struktureller Konflikte bei. Für diesen Konflikttyp schlägt Galtung eine zweistufige Strategie vor, die in einer ersten Phase eine „dissoziative Kollisions- oder Polarisierungspolitik (...) zur Selbstbewußtwerdung der abhängigen und unterlegenen Konfliktpartei“ vorsieht. Assoziative Strategien sind erst in einem zweiten Schritt zielführend, wenn ein gleichgewichtiger Zustand zwischen den Parteien erreicht ist.
Normativ sollte es Ziel jeder gesellschaftlichen Ordnung sein, Möglichkeiten der Konflikttransformation zu finden, die von allen Beteiligten akzeptiert werden. Galtung geht davon aus, dass die Akzeptanz der Lösung von der Akzeptanz des Mechanismus ihrer Findung abhängt und diese durch Institutionalisierung gesichert wird.
Die Suche nach den Bedingungen konstruktiver und gewaltfreier Konflikttransformation kann beispielsweise im Rahmen der von Galtung begründeten Transcend-Methode in die Praxis umgesetzt werden. Auch in der Mediation kann mit dieser Theorie gearbeitet werden. Ihr liegt die Idee zugrunde, dass die betrachteten Konflikte durch eine Klärung und Abgleichung der (verborgenen) Interessen gelöst werden können.
Durch die Mediation können hier aufbauend strukturelle Hintergründe des Konflikts verändert werden, so dass sich die Verhaltensweisen der Konfliktparteien ändern und der Konflikt auf allen Ebenen transformiert wird.

## Kritik
Vertreter eines engen Konfliktbegriffs werfen Galtung mangelnde analytische Trennschärfe zwischen dem Terminus Konflikt und nahestehenden Phänomenen (Wettbewerb, Rivalität, Kampf, Feindschaft, Streit, Krieg etc.) vor. Die Kritik richtet sich nicht nur gegen die Erweiterung des Begriffs um strukturelle bzw. latente Konflikte, sondern bezweifelt grundsätzlich den Sinn und Nutzen einer Konflikttheorie allgemeiner Art.
Einen methodologischen Einwand gegen Galtungs „subjektivistisches Konfliktmodell“ führt der schwedische Soziologe und Friedensforscher Herman Schmid an:
„Das augenfällige Problem ist hier, wie zwischen Zielen einerseits und Verhalten/Attitüden andererseits unterschieden werden kann. Es wird angenommen, daß die drei Faktoren in dem Sinne logisch voneinander unabhängig sind, als es Konfliktverhalten und Konfliktattitüden ohne Konflikte geben kann (nicht-realistischer Konflikt); aber wenn es kein Konfliktverhalten und keine Konfliktattitüden gibt, wie kann man dann sagen, daß Inkompatibilität der Ziele besteht?“ Als Modifikation des Galtung‘schen Konfliktdreiecks schlägt Schmid eine objektivistische Definition des Konflikts vor, in der W logisch unabhängig von A und V ist. Konflikte werden dann „nicht als eine Sache der subjektiven Definition verstanden, sondern als gesellschaftlich determiniert.“
Dieter Senghaas teilt Galtungs Auffassung, dass die Beseitigung struktureller Gewaltverhältnisse mitunter die Intensivierung latenter Konflikte mittels dissoziativer Strategien erfordert. Aber er problematisiert die praxeologische Umsetzung:
„Die Schwierigkeit, Konfliktaktivierung mit einem möglichen Einsatz von Gewalt in asymmetrischen Konfliktsituationen zu bewerten, liegt nicht so sehr in der Analyse der Ausgangssituationen solcher Konflikte als vielmehr in der Gefahr einer nicht kalkulierbaren, eigendynamischen Eskalation, in die neue Impulse eindringen und bestimmend werden, die mit dem ursprünglichen Konflikt sehr wenig zu tun haben.“

## Zitate
- „Die Aussage: ,hier besteht ein Konflikt‘ sollte immer als Hypothese betrachtet werden, nicht als etwas Offenkundiges oder gar Triviales, worüber leicht ein Konsens herzustellen ist.“[24]
- „(...)Konflikte haben die Tendenz, sich in räumlicher und zeitlicher Hinsicht lawinenartig auszudehnen: sie ziehen immer mehr Leute hinein, und sie vergrößern sich in ihrer inhaltlichen Bedeutung, d. h. daß dem Konflikt viel Energie zugeführt wird, so lange, bis die Mittel des Systems allmählich erschöpft sind. Das Bild ist aber nicht ganz so trüb; denn in diesem Prozeß wird auch neue Energie erzeugt: in den Konflikten sehen viele Individuen den Sinn und Zweck ihres Lebens, sie schaffen ein Gefühl der Gemeinschaft, sie bringen neue Erfahrungen mit sich, und die Erfahrung mit Konflikten mit niedrigen Kosten dient als Vorübung für Konflikte mit hohen Kosten.“[25]

- „Ein Konflikt erzeugt Energie. Die Schwierigkeit liegt darin, diese Energie in konstruktive Bahnen zu lenken.“[26]